# مدى الانتباه

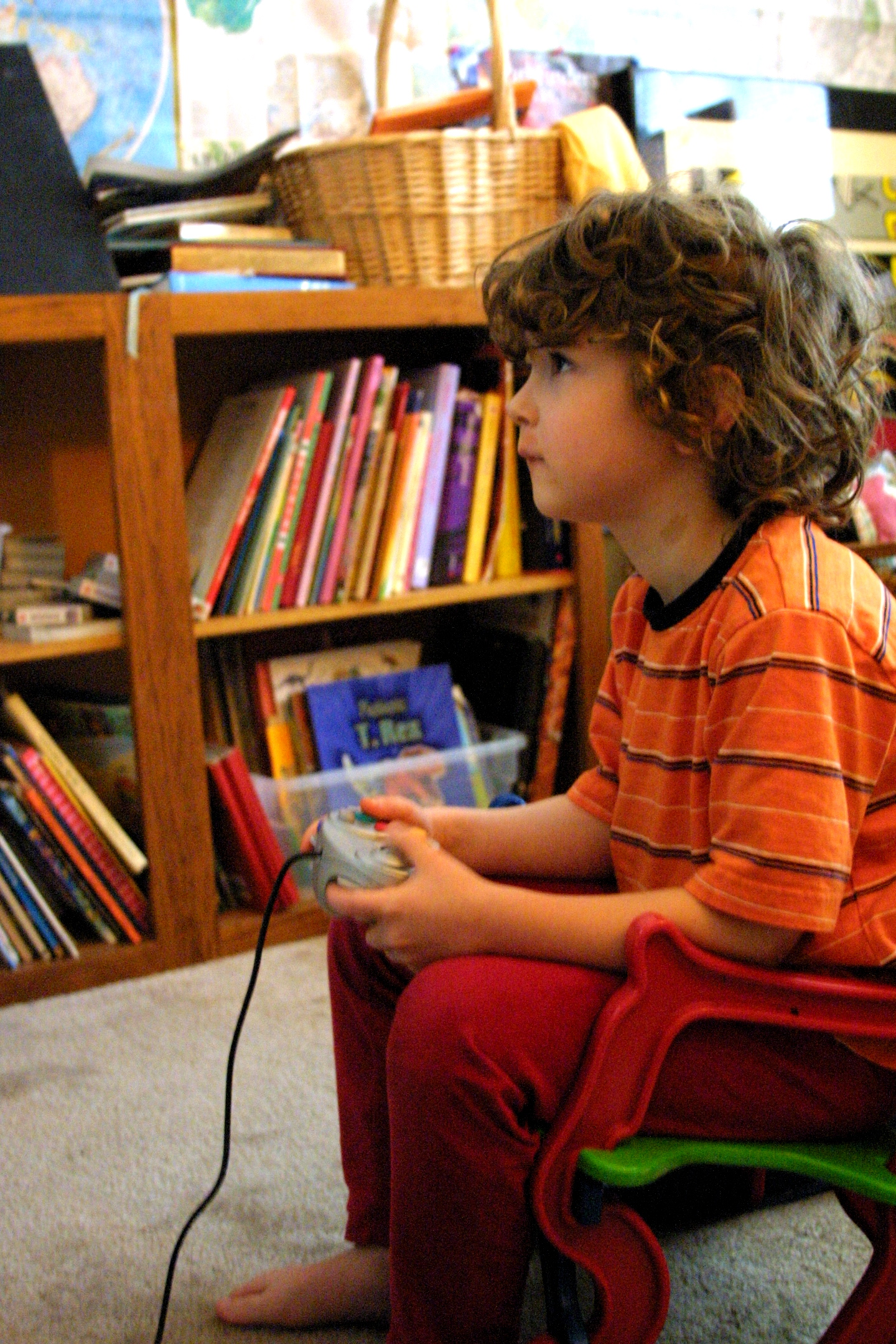
طفل يلعب بجهاز جيم كيوب

مدى الانتباه  هو المدى الزمني التي يستطيع فيها الشخص التركيز على نشاط واحد. تعتبر قدرة الشخص على تركيز جهده الذهني أو أي جهد آخر على شيء معين مهمة جدًا لتحقيق الأهداف. مدى الانتباه تزيد لدى الأشخاص كلما كان النشاط الذي يقومون به ممتع لهم.
وجد فريق من الباحثين في جامعة واشنطون في دراسة تضمنت 2600 طفل أعمارهم تتراوح ما بين 1 و3 أن التعرض المبكر للتلفاز قد يكون له تأثير سلبي على فترات انتباههم. واقترح أيضًا أن يكون لتصفح الإنترنت تأثيرات مشابهة.

## طول مدى الانتباه
تتسم التقديرات الخاصة بطول مدى انتباه الإنسان بدرجة عالية من التباين وتعتمد على التحديد الدقيق للانتباه المستخدم.
- الانتباه العابر هو استجابة قصيرة المدى لأمر يجذب أو يصرف الانتباه عنه بشكل مؤقت. يختلف الباحثون حول الكمية الدقيقة للتركيز في الانتباه العابر البشري.
- الانتباه المستمر الاختياري المعروف أيضًا بالانتباه المركّز، هو مستوى الاهتمام الذي ينتج عنه نتائج ثابتة في مهمة ما بمرور الوقت. تتراوح التقديرات الشائعة لمدى انتباه المراهقين والبالغين الذين يتمتعون بصحة جيدة بين 10 و20 دقيقة، ورغم ذلك لا يوجد دليل تجريبي يدعم هذه التقديرات. يمكن للناس أن يختاروا إعادة التركيز على الامر نفسه بشكل متكرر. هذه القدرة على تجديد الانتباه تسمح للناس بالتركيز على الأشياء التي تستمر لأوقات طويلة (أكثر من عدة دقائق) مثل الأفلام الطويلة.[6]

تختلف مدى الانتباه (إذا تم قياسها وفقًا للاهتمام المستمر) أو الوقت الذي يقضيه الشخص بشكل مستمر في مهمة ما باختلاف العمر. إنَّ الأطفال الأكبر سنًا قادرون على التركيز فترات أطول بالمقارنة مع الأطفال الأصغر سنًا.
يؤثر نوع النشاط المستخدم في الاختبار على نتائج قياس الوقت المصروف على كل مهمة، يكون الناس عمومًا قادرين على تركيز انتباههم لمدى أطول عندما يفعلون شيئًا يجدونه ممتعًا أو محفزًا بشكل كبير. كما يزداد الاهتمام إذا كان الشخص قادرًا على أداء المهمة بسلاسة مقارنة بشخص آخر يواجه صعوبة في أداء المهمة، أو مقارنة بالشخص نفسه اثناء تعلمه كيفية أداء المهمة. يقلل التعب والجوع والضوضاء والضغط العاطفي من وقت التركيز على الأعمال والمهمات. تتراوح التقديرات الشائعة للانتباه المستمر على مهمة تم اختيارها بحرية من نحو 5 دقائق بالنسبة لطفل يبلغ عامين من العمر إلى حد أقصى 20 دقيقة بالنسبة للبالغين والأطفال الأكبر سنًا.
قد يستعيد الشخص الانتباه على إحدى المهام بعد فقدانه عن طريق أخذ قسط من الراحة أو القيام بنشاط مختلف أو تغيير التركيز الذهني أو قراره إعادة التركيز عمدًا على الموضوع الأساسي.

## القياس
تم إجراء العديد من الاختبارات المختلفة لمدى الانتباه على مجموعات سكانية مختلفة وفي أوقات مختلفة. بعض الاختبارات تقيس قدرات الانتباه على المدى القصير وقدرات الانتباه التركيزية (وهي عادة ما تكون طبيعية لدى الأشخاص المصابين باضطراب نقص الانتباه مع فرط النشاط)، ويقدم بعض الاختبارات الأخرى معلومات عن مدى سهولة تشتيت تركيز الشخص (عادة ما يكون ذلك مشكلة كبيرة لدى الأشخاص الذين يعانون من اضطراب نقص الانتباه مع فرط النشاط). تستخدم اختبارات مثل اختبار ديجانغي (DeGangi) للانتباه لدى الرضع (TAI) ومقياس وكسلر لذكاء الأطفال (WISC-IV) بشكل شائع من أجل اختبار القضايا المتعلقة بالانتباه لدى الأطفال الصغار عندما تكون المقابلات والفحوصات غير كافية. وقد رفض بعض الخبراء الاختبارات قديمة مثل اختبار الأداء المستمر واختبار متاهة بورتيوس، عادة ما يتم انتقاد هذه الاختبارات بحجة أنها لا تقيس الانتباه فعليًا أو أنها غير مناسبة لبعض السكان أو لا تقدم معلومات مفيدة فعليًا.
يمكن الحصول على تباين في نتائج الاختبارات من خلال تغييرات صغيرة في بيئة الاختبار. على سبيل المثال عادة ما يبقى الناس الذي يجرون الاختبار لفترات أطول إذا كان الذي يجري الفحص موجودًا في الغرفة بالمقارنة مع غياب ذلك الشخص.

## الأبحاث
تم إجراء مقابلات دورية خلال دراسة اولية عن تأثير المزاج على مدى الانتباه مع أمهات 232 طفلًا من التوائم حول أوجه التشابه والاختلاف في السلوك التي ابداها التوأم خلال مدى الرضاعة والطفولة المبكرة. وأظهرت النتائج أن كل من المتغيرات السلوكية (تقلب المزاج، حدة المزاج، الانفعال، البكاء، وطلب الاهتمام) كان لها علاقة عكسية بشكل كبير مع مدى الانتباه. وبعبارة أخرى كان التوأم ذو مدى الانتباه الأطول أكثر قدرة على الاستمرار في أداء نشاط معين دون إلهاء وكان الأقل المزاجية أيضًا.
وجدت دراسة شملت 2600 طفل أن التعرض المبكر للتلفزيون (حوالي سن الثانية) يؤدي في وقت لاحق إلى عدة مشاكل مثل عدم الانتباه والتهور وعدم التنظيم والتشتت بدءًا من سن السابعة. لا تحدد هذه الدراسة ما إذا كانت مشاهدة التلفاز تزيد من مشاكل الانتباه لدى الأطفال أو أنّ الأطفال المعرضين بشكل طبيعي لمشاكل الانتباه هم اساسًا منجذبون بشكل غير طبيعي للتلفاز في الأعمار الصغيرة أو إذا كان هناك عامل آخر (مثل مؤهلات الأهل) يرتبط مع هذه النتيجة.
إن مدى قدرة الأهل على جذب وإبقاء انتباه الطفل ذو العامين من عمره على لعبة قد يكون أكثر أهمية من أي طريقة ممتعة لتمرير الوقت. قال رايفر: «قد يسمح الآباء لأطفالهم من خلال تركيز اهتمام الطفل الصغير بنجاح على أشياء معينة أثناء اللعب بشكل حر بالتدرب على استخدام الانتباه كطريقة للتحول إلى حالة نفسية إيجابية»، واضاف: «وجدنا أن الأطفال الذين يديرُ آباؤهم بشكل ناجح الاهتمامَ البصري لأبنائهم قضوا وقتًا أطول في ابعاد انتباههم عن مصدر التشتيت». راقب رايفر في إحدى الدراسات 47 من الامهات الشعبيات ذوات الدخل المنخفض وأطفالهنّ في سن الثانية لمدة عشر دقائق خلال اللعب الحر لتحليل مدى احتفاظ كل زوج من الأطفال باهتمام الآخر. ثم غادرت الأم الغرفة لمدة أربع دقائق ولاحظ المراقبون المُدرّبون كيف تمكن الطفل من التحكم في عواطفه. وبعد عودة الأم وضع المراقبون لعبة جديدة بعيدًا عن متناول الطفل بحيث أن الطفل يمكن أن يحصل عليها خلال عدة دقائق بعد أن يعود المراقب إلى الغرفة. وقال رايفر: «كانت كلتا الطريقتين فعّالتين لتأخير حالة الإشباع والحفاظ على سلوك ضبط النفس وتخفيف المشاعر السيئة».

## المجتمع الحديث
يعتقد بعض المؤلفون مثل نيل بوستمان في كتابه (تسلية أنفسنا حتى الموت) أن مدى انتباه البشر يتناقص مع زيادة استخدام التكنولوجيا الحديثة وخاصة التلفزيون. قد يكون لتصفح الإنترنت تأثير مشابه لأنه يمكّن المستخدمين من الانتقال بسهولة من صفحة إلى أخرى. حيث يقضي معظم مستخدمي الإنترنت بشكل وسطي أقل من دقيقة واحدة في موقع الويب. كتب المعلق السينمائي روجر إيبرت (وهو مدون نشيط ومعلق على تويتر) عن تأثير التكنولوجيا على عاداته في القراءة. واستشهد إيبرت بمقال كتبه نيكولاس كار في شهر حزيران من عام 2010 في مجلة وايرد (Wired) حول أستاذ جامعة كاليفورنيا غاري سمول الذي استخدم مسحًا بالرنين المغناطيسي لمراقبة نشاط الدماغ لستة متطوعين هم ثلاثة مستخدمين قدماء لشبكة الويب وثلاثة لا يستخدمونها. ووجدَ الباحث أن مستخدمي الويب القدماء قد طوروا (مسارات عصبية جديدة متميزة).